# Hans-Achim Roll
Hans-Achim Roll (* 7. Juli 1942 in Danzig) ist ein deutscher Ministerialbeamter.

## Leben
Roll besuchte Schulen in Lübeck und Midland (Michigan). Nach dem Abitur am Johanneum zu Lübeck am 21. Februar 1962 studierte er an der Philipps-Universität Marburg Rechtswissenschaft. Er wurde 1962 im Corps Rhenania-Straßburg zu Marburg recipiert und zeichnete sich als Senior aus. Als Inaktiver wechselte er an die Universität Lausanne und die Christian-Albrechts-Universität zu Kiel. Er bestand das Referendarexamen am 28. November 1966 und die Assessorprüfung am 9. März 1972. Am 26. Juni 1972 wurde er zum Dr. iur. promoviert. Sechs Jahre, vom 5. April 1972 bis zum 16. August 1978, war er Wissenschaftlicher Assistent bei Hans Hattenhauer am Lehrstuhl für Rechtsgeschichte und Bürgerliches Recht der Universität Kiel.
Beförderungen
- 29. August 1978 Regierungsrat
- 10. September 1979 Oberregierungsrat
- 9. Dezember 1981 Regierungsdirektor
- 1. Januar 1987 Ministerialrat
- 4. Juli 1991 Ministerialdirigent
- 1. Oktober 1992 Ministerialdirektor

Danach wurde er zur Verwaltung des Deutschen Bundestages in Bonn versetzt, bekleidete er verschiedene Funktionen im Wissenschaftlichen Dienst und in der Abteilung Parlamentsdienste. Er war u. a. Sekretär des Ältestenrates und Leiter des Fachbereichs Parlamentsrecht. Ab 29. August 1989 war er beurlaubt zur CDU/CSU-Fraktion im Deutschen Bundestag als Leiter des Fraktionsbüros (Fraktionsverwaltung). Zuständig war er u. a. für Personal, Organisation und Haushalt der Fraktion und die verfahrensmäßige Vorbereitung der Plenarsitzungen. Am 1. Oktober 1992 wurde er zum Bundeskanzleramt (Bonn) versetzt. Als Ministerialdirektor und Leiter der Abteilung 1 (Zentralabteilung, Innen und Recht) war er zuständig für die Administration des Bundeskanzleramtes und Personalangelegenheiten der Bundesregierung, für die Aufgabenplanung der Bundesregierung und das Bund/Länderverhältnis, für die koordinierende Begleitung der Arbeit des Innenministeriums und des Justizministeriums, die Information des Bundeskanzlers und die Vorbereitung von Richtlinienentscheidungen des Bundeskanzlers, Kabinettsentscheidungen und Koalitionsentscheidungen im Bereich der Innen- und Rechtspolitik. Eine zusätzliche Funktion war die Neubauplanung des Bundeskanzleramtes in Berlin. Nach der Bundestagswahl 1998 und dem Regierungswechsel erfolgte am 2. November 1998 die Versetzung in den einstweiligen Ruhestand.

### Falsche Anschuldigungen
Anfang 2000 wurde Hans-Achim Roll vom Chef des Bundeskanzleramtes Frank-Walter Steinmeier beschuldigt, vor dem Regierungswechsel rechtswidrig in den sogenannten „Bundeslöschtagen“ Datenlöschungen sowie Aktenvernichtungen veranlasst zu haben. Nachdem die Staatsanwaltschaft das Verfahren gegen Roll am 2. Oktober 2003 mangels eines strafrechtlich relevanten Tatbestandes eingestellt hatte, erklärte Thomas de Maizière als Chef des Bundeskanzleramtes am 4. Dezember 2006, dass alle Vorwürfe unbegründet waren und Roll voll rehabilitiert sei.

### Berater
Im Bereich der Hanseatischen Rechtsanwaltskammer Hamburg ließ er sich als Rechtsanwalt nieder. 1999 kandidierte er für das Amt des Lübecker Bürgermeisters für die CDU Schleswig-Holstein. Er unterlag in der Stichwahl am 19. Dezember 1999. Im Auftrag verschiedener internationaler Organisationen beriet er ab 2000 ausländische Regierungen in Fragen des Beamtenrechts und der Verwaltungsorganisation, u. a. in Albanien, Kosovo, Montenegro, Türkische Republik Nordzypern, Nordmazedonien, Rumänien sowie in Georgien und Armenien. Ehrenamtlich tätig ist er seit 2004 im Johanniterorden und im Vorsitz vom Verwaltungsrat des Evangelischen und Johanniter-Krankenhauses Dierdorf/Selters.

### Familie
Roll ist verheiratet und hat vier Kinder.

## Ehrungen
- Ehrenkommendator des Johanniterordens (2018)

## Schriften
- Zur Geschichte der Lex-Salica Forschung, Untersuchungen zur deutschen Staats- und Rechtsgeschichte. Band 17. Aalen 1972.
- mit Hans Trossmann: Parlamentsrecht des Deutschen Bundestages, Kommentar zur Geschäftsordnung des Deutschen Bundestages. München 1981.
- Herausgeber: Plenarsitzungen des Deutschen Bundestages, Beiträge zum Parlamentsrecht. Band 4. Berlin 1982.
- Auslegung und Fortbildung der Geschäftsordnung. In: Plenarsitzungen des Deutschen Bundestages, Beiträge zum Parlamentsrecht. Band 4. Berlin 1982.
- Vermögensverwaltung durch Kreditinstitute, Untersuchungen über das Spar-, Giro- und Kreditwesen. Band 25. Duncker & Humblot, Berlin 1983.
- Verhaltensregeln. In: Hans-Peter Schneider, Wolfgang Zeh (Hrsg.): Parlamentsrecht und Parlamentspraxis. Berlin/New York 1989.
- Der Ältestenrat. In: Hans-Peter Schneider, Wolfgang Zeh: Parlamentsrecht und Parlamentspraxis. Berlin/New York 1989.
- Organisation, Verfahren und Funktionen des Deutschen Bundestages. In: Das Deutsche Parlament. Herausgegeben vom Präsidenten des Deutschen Bundestages. 4. Auflage. Stuttgart/Berlin/Köln 1999.
- Geschäftsordnung des Deutschen Bundestages. Kommentar. Baden-Baden 2001.
- Appraisal of Civil Servants. Manual, Belgrad 2008.